# Point-to-Point Protocol
Pour les articles homonymes, voir PPP.
Point-to-Point Protocol (PPP, protocole point à point) est un protocole de transmission pour internet, décrit par le standard RFC 1661, fortement basé sur HDLC, qui permet d'établir une connexion entre deux hôtes sur une liaison point à point. Il fait partie de la couche liaison de données (couche 2) du modèle OSI.
PPP s'appuie sur trois composants :
- L'encapsulation des datagrammes.
- Le contrôle de la liaison avec LCP (Link Control Protocol).
- Le contrôle de la couche réseau avec NCP (Network Control Protocol).

## Avantages
Le protocole PPP permet une meilleure gestion des liaisons par rapport à  HDLC car :
- Il prend en charge des mécanismes d'authentification, comme PAP ou CHAP.
- Il permet l'agrégation de lien (on parle de PPP Multilink).
- Il permet la compression des données

Il est massivement utilisé pour les connexions Internet destinées aux particuliers, soit directement basé sur HDLC (connexion RTC), soit encapsulé (par exemple PPPoX, utilisé par les connexions ADSL et câble).

## Format de la trame (cas de trame PPP sur HDLC)
Dans cette configuration, une trame PPP est une trame HDLC à laquelle a été ajouté un protocole servant à l'encapsulation des couches supérieures.
| Flag (Fanion) de début | Adresse            | Commande           | Protocole    | Données | FCS        | Flag de fin        |
| 8 bits (01111110b)     | 8 bits (11111111b) | 8 bits (00000011b) | 8 ou 16 bits | …       | 16/32 bits | 8 bits (01111110b) |

- les fanions (Flag) et le FCS sont les mêmes que dans le cas d'HDLC.
- l'adresse est toujours positionnée sur 11111111b pour indiquer que la trame doit être acceptée par le bon destinataire.
- le champ Commande est toujours positionné sur 00000011b pour indiquer que les trames sont de type non-numéroté.